# Benínar
Benínar est une commune d'Espagne.

## Géographie
Le village de Benínar est situé dans la province d'Almeria, Andalousie (Espagne), sous les eaux du lac de barrage de Benínar. De l'ancien village il reste seulement son quartier Hirmes, et quelques « cortijos », comme la Veguilla de Cintas. Maintenant il dépend administrativement de la Mairie de Berja. Benínar était situé sur une pente, dans la vallée de la Grande Rivière d'Adra, entre Sierra Nevada, la Sierra de Gádor et la Sierra de la Contraviesa. Son orographie est très abrupte, avec une vallée très fertile et des vastes zones de pâtures communales. Avant son intégration avec Berja, il limitait géographiquement avec les communes de Turón, Darrícal et même de Berja.

## Administration

### Municipalité
| Période                                  | Période | Identité | Étiquette | Qualité |
| ---------------------------------------- | ------- | -------- | --------- | ------- |
| N/A                                      | N/A     | N/A      | N/A       | Maire   |
| Les données manquantes sont à compléter. |         |          |           |         |